# رافائل امیربکف
رافائل امیربکف (ترکی آذربایجانی: Rafael Əmirbəyov؛ زادهٔ ۲۳ فوریهٔ ۱۹۷۶) بازیکن فوتبال بازنشسته اهل جمهوری آذربایجان است.
از باشگاه‌هایی که در آن بازی کرده‌است می‌توان به باشگاه فوتبال تراکتورسازی تبریز اشاره کرد.
وی همچنین در تیم ملی فوتبال جمهوری آذربایجان بازی کرده‌است.